# Трек вокруг Аннапурны
Трек вокруг Аннапурны (англ. Annapurna Circuit Trek, также известен как «Кольцо Аннапурны») — многодневный пеший туристский маршрут в Непале. Маршрут проходит в Гималаях по тропам, соединяющим населённые пункты в окрестностях горного массива Аннапурна. Протяжённость пути, в зависимости от выбора начальной и конечной точек, составляет от 140 до 220 км, продолжительность похода — от 10 до 20 дней, наибольшая достигаемая высота — 5416 метров над уровнем моря (перевал Торонг-Ла).
Трек вокруг Аннапурны имеет мировую известность, ежегодно маршрут проходят около 20 000 любителей горного туризма из разных стран. Маршрут популярен у начинающих туристов, так как его можно преодолеть без ночёвок в палатках: туристы совершают дневные переходы от одного населённого пункта до другого, останавливаясь на ночлег в гостевых домах (лоджиях), которые содержит и обслуживает местное население.

## Описание маршрута

### География и общие сведения
Горный массив Аннапурна, входящий в состав Больших Гималаев, расположен в центральной части Непала примерно в 160 км северо-западнее столицы страны — города Катманду. Массив протянулся с востока на запад на расстояние 70 км. Главная вершина массива — Аннапурна I (8091 м) — является десятым по высоте восьмитысячником мира. Помимо Аннапурны I в составе массива выделяют 13 вершин высотой более 7000 метров и 16 вершин, превышающих 6000 метров. Ближайший к Аннапурне крупный город — Покхара.
Классический вариант Трека вокруг Аннапурны начинается у юго-восточных предгорий массива в деревне Бесисахар. Маршрут обходит Аннапурну в направлении «против часовой стрелки» и заканчивается в деревне Наяпул, расположенной у юго-западной оконечности массива. Несмотря на своё название, маршрут не замыкает Аннапурну в кольцо.
Наивысшая точка пути — перевал Торонг-Ла (5416 м) — делит Трек вокруг Аннапурны на две приблизительно равные по длине части: восточную, поднимающуюся в горы по долине реки Марсъянди, и западную, спускающуюся с гор долиной реки Кали-Гандаки.
Местность, по которой проходит маршрут, обжита человеком — расстояние между соседними деревнями, в большинстве случаев, не превышает 5 км, часто встречаются возделанные поля, доступна сотовая связь. Относительно изолирована от цивилизации лишь небольшая часть трека на высотах более 4000 метров (перевал Торонг-Ла, озеро Тиличо).
Наиболее крупные населённые пункты на маршруте (перечислены в порядке прохождения):
- в восточной части: Бесисахар, Дхарапани, Чаме, Писанг, Мананг;
- в западной части: Ранипаува, Кагбени, Джомсом, Марпа[англ.], Калопани/Лете[англ.], Дана[англ.], Татопани[англ.], Горепани[англ.].

### История
В конце 1970-х годов непальское правительство открыло для доступа иностранных туристов район горного массива Аннапурна. Живописные тропы, проходящие вдоль склонов массива, получили известность в среде любителей горного туризма и превратились в популярный туристский маршрут. Первоначальный вариант трека был примерно на 60 км длиннее современного: туристы начинали поход в деревне Думре, а заканчивали в городе Покхара, так как в то время это были ближайшие к Аннапурне точки, достижимые автотранспортом. Во второй половине 1980-х годов с развитием дорожной сети начало и конец маршрута переместились, соответственно, в Бесисахар и Наяпул.
В 1986 году «в целях обеспечения баланса между экономическим развитием и охраной окружающей среды» горный массив Аннапурна и прилегающие к нему территории были выделены в особую зону — Природоохранную зону Аннапурны (англ. Annapurna Conservation Area). Управляющая организация этого проекта — Национальный фонд охраны природы (англ. National Trust for Nature Conservation) — стала заниматься, в том числе, и вопросами туризма.
В ходе очередного этапа дорожного строительства, стартовавшего в 2000-е годы, многие из пеших троп Трека вокруг Аннапурны были преобразованы в грунтовые автодороги, что нанесло серьёзный урон привлекательности маршрута и привело к падению доходов от туризма. Осознав возникшую проблему, местные власти приступили к созданию новых троп, благодаря которым с 2015 года стало возможным пройти большую часть Трека вокруг Аннапурны на отдалении от автодорог.

### Достопримечательности
Основные достопримечательности Трека вокруг Аннапурны:
- горный массив Аннапурна — прохождение трека даёт возможность увидеть большинство вершин массива, однако главная вершина — Аннапурна I (8091 м) — предстаёт в не самом впечатляющем ракурсе и лишь на заключительном этапе маршрута;
- горный массив Манаслу-Гимал — в массиве доминируют три горы: Манаслу (8156 м), Хималчули (7893 м) и Нгади-Чули (7871 м);
- горный массив Дхаулагири — главная вершина массива — Дхаулагири I (8167 м) — является седьмым по высоте восьмитысячником планеты;
- перевал Торонг-Ла (5416 м) — наивысшая точка маршрута. Поднявшийся на перевал турист находится на высоте всего на 226 метров уступающей высоте вершины Эльбруса (5642 м) — самой высокой точки России и Европы. Туристы проходят Торонг-Ла в утренние часы, так как во второй половине дня на перевале возможен сильный ветер;
- озеро Тиличо — горное озеро, расположенное на высоте 4919 метров. Над южным берегом озера белой снежно-ледяной стеной возвышается пик Тиличо (7134 м). Озеро Тиличо находится в стороне от главной тропы маршрута, посещение озера увеличивает на 2—3 дня общую продолжительность похода;
- долина Муктинатх — место, почитаемое у индуистов и буддистов. В долине возведено множество храмов и монастырей;
- гора Пун-Хилл (3193 м) — на вершине горы оборудована смотровая площадка, с которой открывается панорамный вид на восьмитысячники Аннапурна и Дхаулагири. К смотровой площадке из близлежащей деревни Горепани[англ.] (2860 м) ведёт тропа с 300-метровым подъёмом. Как правило туристы поднимаются на Пун-Хилл ранним утром, чтобы застать горы в свете восходящего солнца.

|  |  |

### Сезоны
Трек вокруг Аннапурны доступен для прохождения круглый год. Краткие характеристики сезонов:
- лето — сезон дождей в Непале. Небо и горные вершины большую часть дня закрыты тучами, количество туристов на маршруте невелико;
- осень — к середине октября заканчивается сезон дождей, воздух чист и прозрачен. Днём преобладает тёплая погода, но при этом ночью на высокогорьях нередки заморозки. Осенью маршрут проходит наибольшее число туристов;
- зима — температура воздуха на высотных участках маршрута опускается до −25  °C. В случае снегопада некоторые тропы могут на несколько дней стать непроходимыми;
- весна — второй по популярности сезон после осени. Погода благоприятна для походов, но к поздней весне увеличивается вероятность дождей. Воздух менее прозрачен, чем осенью, из-за атмосферной дымки. Одной из достопримечательностей весеннего Трека вокруг Аннапурны являются цветущие рододендроновые леса в окрестностях деревни Горепани.

### Туристическая маркировка
На Треке вокруг Аннапурны применяется туристическая маркировка, состоящая из следующих условных знаков:
- бело-красные метки — обозначают главную тропу маршрута;
- бело-синие метки — обозначают альтернативные варианты пути, а также всевозможные дополнительные маршруты (например, тропу к озеру Тиличо).

Метки нанесены краской на деревья, валуны, столбы, здания и т. п.

## Прохождение маршрута

### Сложность прохождения
Для прохождения Трека вокруг Аннапурны не требуются ни альпинистская подготовка, ни специальное снаряжение. Маршрут доступен любому человеку, физическая форма которого позволяет преодолевать пешие подъёмы высотой до 400 метров. Туристический комитет Непала (англ. Nepal Tourism Board) включил Трек вокруг Аннапурны в список маршрутов, разрешённых к самостоятельному прохождению. В отличие от ряда других непальских треков, сопровождение горным гидом на Треке вокруг Аннапурны не является обязательным.
Главная опасность на маршруте — горная болезнь, которая может развиться на высотах более 3000 метров у туристов, не уделивших должного внимания акклиматизации к условиям высокогорья. Для того, чтобы дать организму возможность акклиматизироваться, подъём следует осуществлять постепенно: перепад высот между местами последовательных ночёвок не должен превышать 500 метров. При хорошем самочувствии всех участников похода допускаются, в единичных случаях, перепады до 700 метров.
Большинство туристов, проходящих Трек вокруг Аннапурны, устраивают 1—2 днёвки в деревне Мананг (3500 м) для лучшей акклиматизации перед дальнейшим подъёмом в горы.

### Варианты маршрута
Наиболее распространены следующие варианты прохождения маршрута:
- Бесисахар — Наяпул — полный маршрут протяжённостью около 220 км и продолжительностью около 20 дней;
- Бесисахар — Татопани[англ.] — полный маршрут за вычетом участка Татопани — Наяпул и подъёма на гору Пун-Хилл. Продолжительность похода — 16—18 дней;
- Бесисахар — Джомсом — сокращённый вариант Трека вокруг Аннапурны, который, тем не менее, включает большинство главных достопримечательностей полного маршрута. Протяжённость пути — около 140 км, продолжительность похода — 10—12 дней.

С открытием автомобильной дороги Бесисахар — Мананг многие туристы стали начинать пешую часть пути не в Бесисахаре, а в одной из расположенных далее деревень: Нади-Базар, Сьянге, Джагат или Чамдже. Транспортная заброска к этим деревням позволяет, сэкономив 1—2 дня походного времени, начать прохождение маршрута в местах, менее затронутых цивилизацией, чем окрестности Бесисахара.
Нестандартным вариантом прохождения восточной части трека является путь через деревни Пу и Наар, основанные выходцами из Тибета и сохранившие многие элементы тибетской культуры. Однако, эти деревни расположены в приграничной зоне, посещать которую иностранным туристам разрешается только в сопровождении горных гидов из непальских туристических компаний.
Прохождение Трека вокруг Аннапурны в направлении противоположном классическому (т. е. от Наяпула к Бесисахару) не пользуется популярностью, так как подъём на перевал Торонг-Ла с запада предполагает более резкий набор высоты, что увеличивает вероятность развития горной болезни.

### Снаряжение
Трек вокруг Аннапурны проходит через множество населённых пунктов, что избавляет от необходимости брать в поход бивачное снаряжение и запасы продовольствия.
Набор одежды должен соответствовать широкому диапазону температур, так как климат у подножия гор и на высокогорье существенно различается — например, в осенний сезон можно ожидать температуры от +25  °C (в предгорьях) до −10  °C (ночью в горах).
Многие туристы пользуются услугами носильщиков (портеров) для переноски вещей и снаряжения — профессия портера широко распространена в горных районах Непала. Наём портеров осуществляется через туристические компании, либо непосредственно в населённых пунктах на треке.

### Документы
Для легального прохождения Трека вокруг Аннапурны туристам необходимо оформить следующие документы:
- карточка TIMS (англ. Trekkers Information Management System) — предназначена для учёта информации о маршруте движения туриста (на случай чрезвычайных происшествий и спасательных операций)[17];
- «пермит» (англ. permit) — «входной билет», дающий право на посещение Природоохранной зоны Аннапурны[18].

Оформление этих документов, с оплатой соответствующих пошлин, производится в офисах Туристического комитета Непала в Катманду или Покхаре. Для маршрута через деревни Пу и Наар необходимо получить отдельное разрешение.
На треке размещено несколько контрольных пунктов, осуществляющих проверку документов и регистрирующих маршруты движения туристов.

### Транспортная заброска и выброска
Транспортная доступность начальных и конечных точек маршрута:
- Бесисахар — имеет прямое автобусное сообщение с Катманду и Покхарой. Время в пути — 7—9 часов из Катманду или 4 часа из Покхары. Более быстрой и комфортной, но и более дорогой, альтернативой автобусу является поездка на частном автомобиле, нанятом через туристическую компанию или гостиницу;
- Нади-Базар — связан с Бесисахаром местным автобусным сообщением, продолжительность поездки — 1,5 часа;
- Сьянге, Джагат, Чамдже — связаны с Бесисахаром рейсами частных внедорожников, время в пути — около 3 часов;
- Джомсом — ежедневно выполняются авиарейсы в Покхару, время полёта — около 25 минут. Действует автобусное сообщение с Покхарой (прямые маршруты и маршруты с пересадкой в городе Бени[англ.]), продолжительность поездки — 10—12 часов;
- Татопани — рейсовые автобусы и такси связывают деревню с городом Бени, имеющим прямое автобусное сообщение с Покхарой. Общее время в пути от Татопани до Покхары составляет около 6 часов;
- Наяпул — населённый пункт связан с Покхарой автобусными маршрутами и такси, время в пути — менее 2 часов.

### Размещение и питание
Туристический бизнес является одной из главных статей дохода местного населения, и практически в каждой деревне открыты гостевые дома, предоставляющие ночлег туристам. При гостевых домах работают рестораны, где подают различные блюда непальской и европейской кухни: дал-бат, мо-мо, пасту, пиццу, супы, омлеты, а также напитки и выпечку. В высокогорных деревнях меню может включать блюда из мяса яка (отбивные, бургеры) и ячий сыр.
У перевала Торонг-Ла, где населённые пункты отсутствуют, построены два туристических лагеря — Торонг-Педи (4525 м) и Верхний Лагерь (4900 м), предлагающие те же услуги, что и гостевые дома в деревнях. На пути к озеру Тиличо, в окрестностях которого также нет населённых пунктов, туристы останавливаются на ночлег в базовом лагере Тиличо (4150 м).
|  |  |

## Статистика количества туристов
По данным Национального фонда охраны природы в 2013 году на Треке вокруг Аннапурны было зарегистрировано 21 207 туристов, среди которых 784 гражданина России. Лидируют по числу туристов Израиль, Франция и Германия — 2930, 2843 и 2112 человек соответственно.

## Интересные факты
- В 2006 году в долине реки Кали-Гандаки (западная часть Трека вокруг Аннапурны) проходили съёмки непальского фильма-триллера «Кагбени».
- Американец Сет Уолпин (англ. Seth Wolpin), увлекающийся трейлраннингом, в 2014 году преодолел полный маршрут Трек вокруг Аннапурны (без захода к озеру Тиличо) за 72 часа. Спортсмен предварительно прошёл акклиматизацию в горах, что позволило ему избежать приступов горной болезни, возможных при быстром восхождении на высоту перевала Торонг-Ла[21].

## Происшествия
- 10 ноября 1995 года — вызванный дождями оползень уничтожил большую часть деревни Багарчхап. Погибло 9 туристов и 11 местных жителей[22];
- 14 октября 2014 года — циклон Худхуд, пришедший в Непал из Индийского океана, стал причиной аномально сильного снегопада в районе горных массивов Аннапурна и Дхаулагири. Во время непогоды на перевале Торонг-Ла погибло и пропало без вести более 30 человек. Сотни туристов были заблокированы снегом в Торонг-Педи, Верхнем Лагере и базовом лагере Тиличо. Для эвакуации людей применялись вертолёты[23];
- 25 апреля 2015 года — в Непале произошло крупное землетрясение, однако территории, по которым проходит Трек вокруг Аннапурны, оно практически не затронуло;
- 6 мая 2016 года — в районе озера Тиличо без вести пропал российский турист Виталий Базлов. По договорённости с товарищами турист покинул лагерь группы у северного берега озера и в одиночку отправился в деревню Мананг, куда не прибыл. Поисковая операция с участием служебных собак результатов не принесла — был обнаружен лишь рюкзак туриста, частично погружённый в воду озера на выкате с осыпного склона[24].

## Другие маршруты в окрестностях Аннапурны
- Трек вокруг Манаслу — двухнедельный поход вокруг горного массива Манаслу-Гимал, наивысшая точка маршрута — перевал Ларкья-Ла (5200 м). Заключительный этап трека вокруг Манаслу и начальный этап трека вокруг Аннапурны следуют по одной тропе, но в противоположных направлениях. По состоянию на 2016 год прохождение трека вокруг Манаслу разрешается только в сопровождении гидов из непальских туристических компаний;
- Трек к базовому лагерю Аннапурны — поход на плато «Святилище Аннапурны[англ.]» к южному базовому лагерю Аннапурны (4130 м). Главные достопримечательности маршрута: вершина Аннапурна I, южная стена Аннапурны, гора Мачапучаре (6998 м). Продолжительность похода — около недели. Трек к базовому лагерю пересекается с заключительным участком трека вокруг Аннапурны, что позволяет объединить эти два маршрута в один продолжительный трек;
- «Джомсомский трек» — поход по долине реки Кали-Гандаки от Муктинатха до Наяпула, либо в противоположном направлении. По-сути является прохождением западной половины Трека вокруг Аннапурны;
- «Пун-Хилл» — 4-дневный кольцевой маршрут, главное событие которого — подъём к смотровой площадке на вершине горы Пун-Хилл. Маршрут популярен у проживающих в Покхаре туристов в силу транспортной доступности и малой продолжительности похода;
- «Марди-Гимал» — маршрут, проходящий по гребню одного из южных отрогов Аннапурны. Наивысшая точка маршрута — базовый лагерь Марди-Гимал (4500 м), продолжительность похода — около недели;
- «Верхний Мустанг» — поход по долине реки Кали-Гандаки до деревни Ло-Мантанг — столицы королевства Мустанг, граничащего с Тибетом. По состоянию на 2016 год для посещения Верхнего Мустанга требуется оформление особого разрешения. Обязательным является сопровождение туристов лицензированными непальскими гидами[25].